# Ato Muhammaddschonow
Ato Muhammaddschonow (tadschikisch Ато Самиуддинович Муҳаммадҷонов, russisch Ато Самиуддинович Мухамеджанов Ato Samiuddinowitsch Muchamedschanow, englisch Ato Mukhamedzhanov; * 2. September 1940 in Stalinabad, Tadschikische SSR; † 9. September 2002 in Isfara, Tadschikistan) war ein sowjetisch-tadschikischer Schauspieler. Der Großteil seiner Filme wurde während der Zeit der Sowjetunion gedreht und blieb bei westlichem Publikum daher weitestgehend unbekannt.

## Leben
Ato Muhammaddschonow wurde in Stalinabad geboren, damals Teil der Sowjetunion, wo er auch aufwuchs. Sein Vater starb bereits früh, so dass seine Mutter ihn und seinen Bruder alleine aufzog. Nachdem er seine Schulausbildung im Jahr 1957 beendet hatte, begann er als Theaterschauspieler zu arbeiten. 1959 bewarb er sich am Institut für Theater und Kunst in Taschkent, wurde jedoch nicht angenommen. Muhammaddschonow arbeitete jahrelang als Theaterschauspieler, bis er schließlich ab 1970 auch beim bekannten Filmstudio Tadschikfilm tätig war. Seine erste Rolle als Schauspieler hatte er dort 1975 im Film „Tot stanjet wsjem“ von Tachir Sagibow.
In der Folgezeit wurde er für zahlreiche weitere Filme engagiert, die jedoch meist außerhalb der Sowjetunion unbekannt blieben. Der 1982 erschienene Film Der Wunderdoktor mit Muhammaddschonow in einer der Hauptrollen wurde jedoch einige Jahre später auch in der DDR gezeigt. Nach dem Ende der Sowjetunion hatte er nur noch wenige Filmrollen, unter anderem auch bedingt durch politische Unruhen in seinem nun unabhängigen Heimatland Tadschikistan. Der 1999 erschienene Film Luna Papa von Bachtijor Chudoinasarow sollte sein letzter Filmauftritt werden. Durch diese deutsch-russische Koproduktion kam Muhammaddschonow auch erstmals mit westlichen Filmschaffenden, wie etwa mit Moritz Bleibtreu, in Kontakt. Er starb schließlich 2002, im Alter von 62 Jahren, in Isfara.

## Filmografie (Auswahl)
- 1976: Skasanie o Sijawusche
- 1976: Wstretscha u wysokich
- 1984: Der Wunderdoktor
- 1988: Im Feuer der roten Mafia
- 1996: Bujuk Amir Temur
- 1999: Luna Papa (1999)